# Джордж з джунглів 2
Джордж з джунглів 2 (англ. George of the Jungle 2) — американська кінокомедія 2003 року, продовження однойменного фільму 1997 року.

## Сюжет
Сюжет фільму розгортається через 5 років після подій першої частини. Урсула вийшла заміж за Джорджа і перебралася в джунглі. Її матері Беатріс категорично не подобається ні новий дім дочки, ні її чоловік. Сам Джордж, вважаючи себе королем джунглів, веде все таке ж безтурботне життя як і раніше. Але несподівано у Джорджа з'являються проблеми: трон Короля джунглів намагається відібрати один заповзятливий лев. Крім цього, у приятеля Джорджа, горили Ейпа виникли неприємності в казино Лас-Вегаса. Джордж змушений вирішувати відразу кілька проблем разом, щоб повернути у свій світ спокій і благополуччя.

## У ролях
| Актор                 | Роль                                                          |
| --------------------- | ------------------------------------------------------------- |
| Крістофер Шоверман    | Джордж (король джунглів)                                      |
| Джулі Бенц            | Урсула Стенгоуп (королева джунглів)                           |
| Ангус Джонс           | Джордж молодший (принц джунглів)                              |
| Томас Гейден Черч     | Лайл ван де Грут (ворог Джорджа та колишній наречений Урсули) |
| Крістіна Піклз        | Беатріс Стенгоуп (мама Урсули)                                |
| Марджин Голден        | Саллі (одна з прихильниць Лайла)                              |
| Еріка Гейнац          | Ковальскі (інша прихильниця Лайла)                            |
| Дін Вегас             | Елвіс                                                         |
| Джон Кліз             | Мавпа (голос)                                                 |
| Майкл Кларк Дункан    | Злий Лев (голос)                                              |
| Джон Кассір           | Роккі / Армандо (голос)                                       |
| Кевін Гройтерт        | Тукі (голос)                                                  |
| Кевін Майкл Річардсон | мавпа / шимпандзе (голос)                                     |
| Тресс Макнілл         | тигр / слон (голос)                                           |
| Ді Бредлі Бейкер      | мавпа Декстер / буйвіл (голос)                                |
| Кейт Скотт            | оповідач                                                      |